# Sumando Comunicación
Sumando Comunicación, cuya razón social es Sumando TV y Web, S.A., es una empresa de medios de comunicación, propiedad de Promecal, que gestiona dos canales de televisión autonómica en la Comunidad Foral de Navarra: Navarra Televisión y Navarra Televisión 2. Su sede se encuentra en el polígono industrial Plazaola, en el municipio de Berrioplano.
Desde su nacimiento, Navarra Televisión ha apostado por una programación de carácter generalista, con especial atención a la información y al entretenimiento de producción propia. También ha incorporado contenidos en euskera, gracias a un equipo formado por profesionales procedentes de los dos canales fusionados.

## Historia
Navarra Televisión nació el 14 de mayo de 2012, tras la fusión de dos canales privados de Televisión Digital Terrestre (TDT) que operaban en el ámbito autonómico: Canal 6 Navarra y Popular TV Navarra. Esta fusión se produjo después del cierre de otro canal privado, Canal 4 Navarra, que había sido el primer canal autonómico de Navarra desde 2006.
La fusión permitió al nuevo grupo resultante acceder a la totalidad de la subvención que el Gobierno de Navarra otorgaba a las televisiones de ámbito autonómico que emitían en su territorio. El cambio de nombre y de imagen corporativa se hizo efectivo a las 14:00 horas del 14 de mayo de 2012, cuando desapareció el logotipo de Canal 6 Navarra por el de Navarra Televisión.
El 20 de enero de 2021, Navarra Televisión recibió una subvención extraordinaria de 1,3 millones de euros por parte del Gobierno de Navarra, para paliar los efectos de la crisis económica provocada por la pandemia de COVID-19.

## Canales
Navarra Televisión gestiona dos canales de televisión autonómica, que se emiten en TDT y en plataformas de pago:
- Navarra Televisión: Es el canal principal de Navarra Televisión. Su programación es similar para toda la Comunidad y basa su programación en la actualidad informativa, en magacines de entretenimiento de producción propia, etcétera.
- Navarra Televisión 2: Es el canal secundario de Navarra Televisión. Su programación es mixta, en castellano y en euskera, y ofrece espacios de información parlamentaria, cultural, deportiva y social.